# Cabinet Clement II
Land de Rhénanie
-du-Nord-Westphalie
Clement I Steinbrück
Le cabinet Clement II (en allemand : Kabinett Clement II) est le gouvernement du Land de Rhénanie-du-Nord-Westphalie entre le 27 juin 2000 et le 12 novembre 2002, durant la treizième législature du Landtag.

## Coalition et historique
Dirigé par le ministre-président social-démocrate sortant Wolfgang Clement, ce gouvernement est constitué et soutenu par une « coalition rouge-verte » entre le Parti social-démocrate d'Allemagne (SPD) et l'Alliance 90 / Les Verts (Grünen). Ensemble, ils disposent de 119 députés sur 231, soit 51,5 % des sièges du Landtag.
Il est constitué à la suite des élections législatives régionales du 14 mai 2000 et succède au cabinet Clement I, constitué et soutenu par une alliance identique. Lors de ce scrutin, les deux partis au pouvoir perdent sept points en tout, mais totalisent 49,9 % des suffrages, ce qui assure le maintien de leur coalition, formée en 1995.
Le 27 octobre 2002, Clement est appelé au gouvernement fédéral en tant que ministre fédéral de l'Économie et du Travail. Il abandonne la présidence de l'exécutif régional à son ministre des Finances, Peer Steinbrück, qui forme deux semaines plus tard son propre cabinet et reconduit la majorité sortante.

## Composition
- Les nouveaux ministres sont indiqués en gras, ceux ayant changé d'attributions en italique.

| Fonction                                                                                          | Titulaire | Titulaire                                                       | Parti  |
| ------------------------------------------------------------------------------------------------- | --------- | --------------------------------------------------------------- | ------ |
| Ministre-président                                                                                |           | Wolfgang Clement (jusqu'au 22/10/2002) Michael Vesper (intérim) | SPD    |
| Vice-ministre-président Ministre de l'Urbanisme, du Logement, de la Culture et des Sports         |           | Michael Vesper                                                  | Grünen |
| Ministre des Finances                                                                             |           | Peer Steinbrück                                                 | SPD    |
| Ministre de l'Intérieur                                                                           |           | Fritz Behrens                                                   | SPD    |
| Ministre de la Justice                                                                            |           | Jochen Dieckmann                                                | SPD    |
| Ministre du Travail, des Affaires sociales, de la Qualification et de la Technologie              |           | Harald Schartau                                                 | SPD    |
| Ministre des Affaires fédérales et européennes                                                    |           | Detlev Samland jusqu'au 24/04/2001 Hannelore Kraft              | SPD    |
| Ministre des Femmes, de la Jeunesse, de la Famille et de la Santé                                 |           | Birgit Fischer                                                  | SPD    |
| Ministre de l'Éducation, de la Science et de la Recherche                                         |           | Gabriele Behler                                                 | SPD    |
| Ministre de l'Environnement, de l'Agriculture, de la Protection de la Nature et des consommateurs |           | Bärbel Höhn                                                     | Grünen |
| Ministre de l'Économie, des Petites et moyennes entreprises, de l'Énergie et des Transports       |           | Ernst Schwanhold                                                | SPD    |